# A24高速公路 (義大利)
A24高速公路（義大利語：Autostrada A24）， 和A25高速公路合稱公園之路（義大利語：Strada dei Parchi，因穿越大薩索山和拉加山國家公園而得名），是義大利一條高速公路，自首都羅馬橫貫亞平寧半島，至泰拉莫止。全長166.5公里。
1969年7月10日起分階段通車，2009年4月全路完工。全段為歐洲E80公路的一部份。